# McClure's Magazine
Le McClure's — ou McClure's Magazine — est un magazine mensuel américain, publié de 1893 à 1929.

## Historique
Fondé en juin 1893 par S. S. McClure (en) (1857-1949) et John Sanborn Phillips (1861-1949), qui avaient été camarades de classe au Knox College, le magazine publie à la fois des articles politiques et littéraires, mais aussi  des romans en feuilleton, un chapitre à la fois. Le magazine est crédité d'avoir commencé la tradition du muckraking ou journalisme d'investigation.
Au début du XXe siècle, ses principaux concurrents étaient le Collier's, le Saturday Evening Post et le New Yorker.
Un exemple du travail d'investigation est la série d'articles d'Ida Tarbell, en 1902, sur les abus de monopole de John D. Rockefeller à la tête de la Standard Oil Company et celle de Ray Stannard Baker sur l'United States Steel Corporation, attirant l'attention du public sur la conduite des sociétés.
En 1906, à la suite de litiges, le McClure  commence à perdre des lecteurs et s'endette. SS McClure est contraint de vendre le magazine à ses créanciers en 1911. Il devient un magazine pour les femmes et paraît irrégulièrement dans ce format, d'octobre 1921 à février 1922, en septembre 1924 et avril 1925, de février à mai 1926. À partir de juillet 1928 jusqu'en mars 1929 le magazine prend le nom de New McClure. Après la dernière publication de mars 1929, il est repris par le The Smart Set.

## Auteurs publiés
- Ida Minerva Tarbell
- Arthur Conan Doyle
- Herminie T. Kavanagh
- Rudyard Kipling
- Jack London
- Marjorie Pickthall
- Robert Louis Stevenson
- Mark Twain
- Willa Cather
- Lincoln Steffens
- Joseph Conrad